# Nahe (vinregion)
Nahe (tyskt uttal: [ˈnaːə]

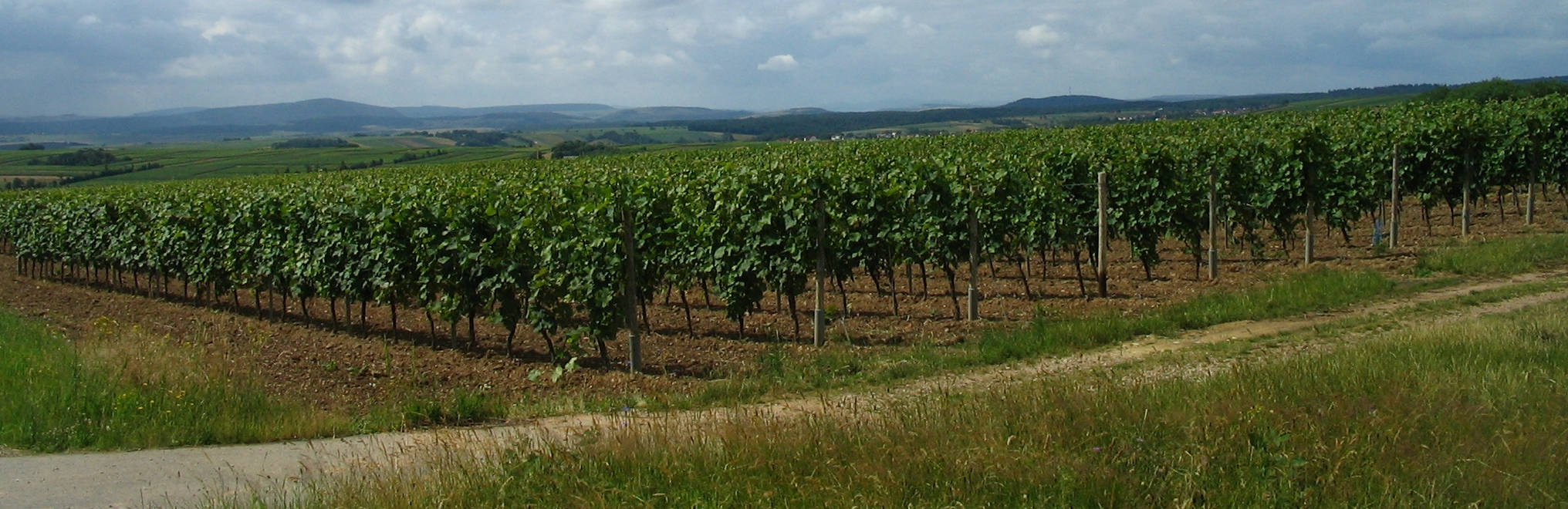
Vingård i Nahe.

 ( lyssna)) är en kvalitetsregion (Anbaugebiet) för vin i Tyskland vid floden Nahe, en biflod till Rhen.

## Viner
Växlande terroir ger kryddiga viner i regionen.